# 亨利·约翰松
亨利·约翰松（瑞典語：Henry Johansson，1897年9月23日—1979年5月28日），瑞典男子冰球运动员。他曾代表瑞典国家队参加1928年冬季奥林匹克运动会冰球比赛，获得一枚银牌。